# Chrysophyllum durifructum
Chrysophyllum durifructum är en tvåhjärtbladig växtart som först beskrevs av William Antônio Rodrigues, och fick sitt nu gällande namn av Terence Dale Pennington. Chrysophyllum durifructum ingår i släktet Chrysophyllum och familjen Sapotaceae. IUCN kategoriserar arten globalt som akut hotad. Inga underarter finns listade i Catalogue of Life.